# Corriente de California

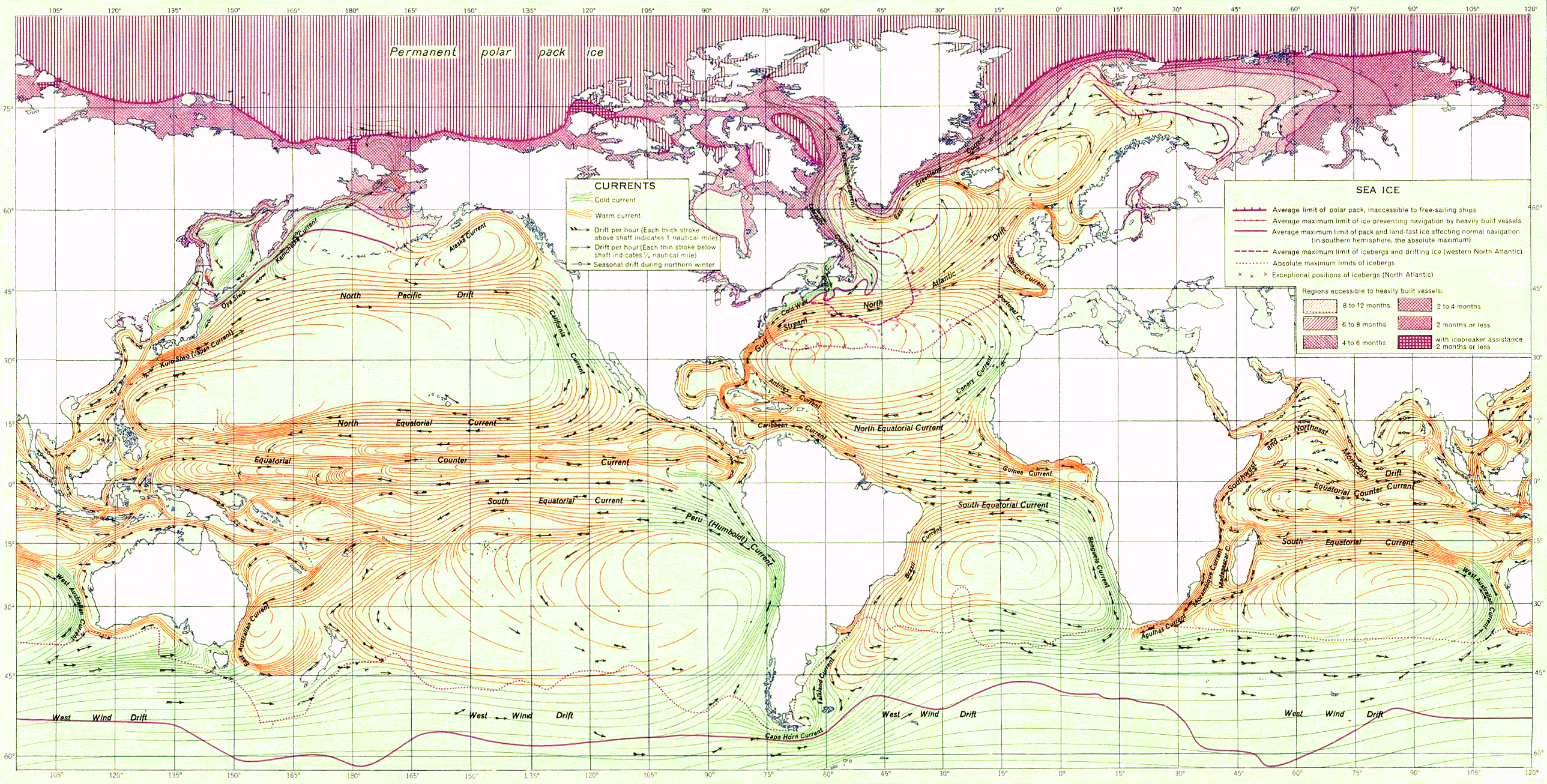
Corrientes oceánicas.

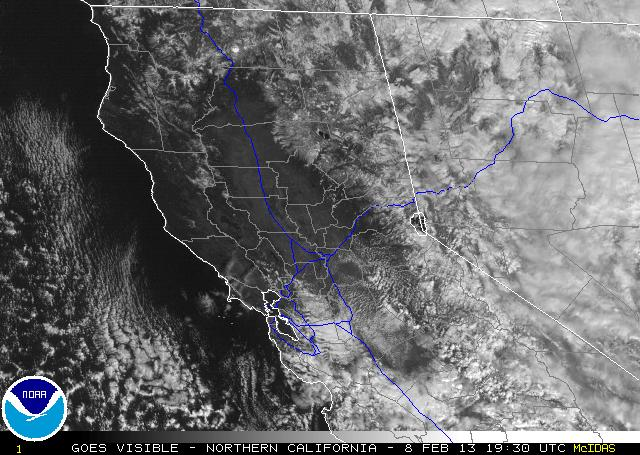
Imagen del satélite GOES (Satélite geoestacionario) mostrando la falta de nubes en la zona costera de California, lo que identifica la corriente fría de California ya que las aguas frías que emergen junto a la costa enfrían el aire e impiden o limitan la evaporación de esas aguas. Esta imagen corresponde al invierno en el hemisferio norte, con lo que la costa sur de California presenta cierta nubosidad, que en los meses de verano también estaría sin nubes.

La corriente de California es una corriente oceánica fría con un componente prevaleciente hacia el ecuador entre las latitudes 48° y 23° norte a lo largo de la costa occidental de América del Norte.

## Descripción

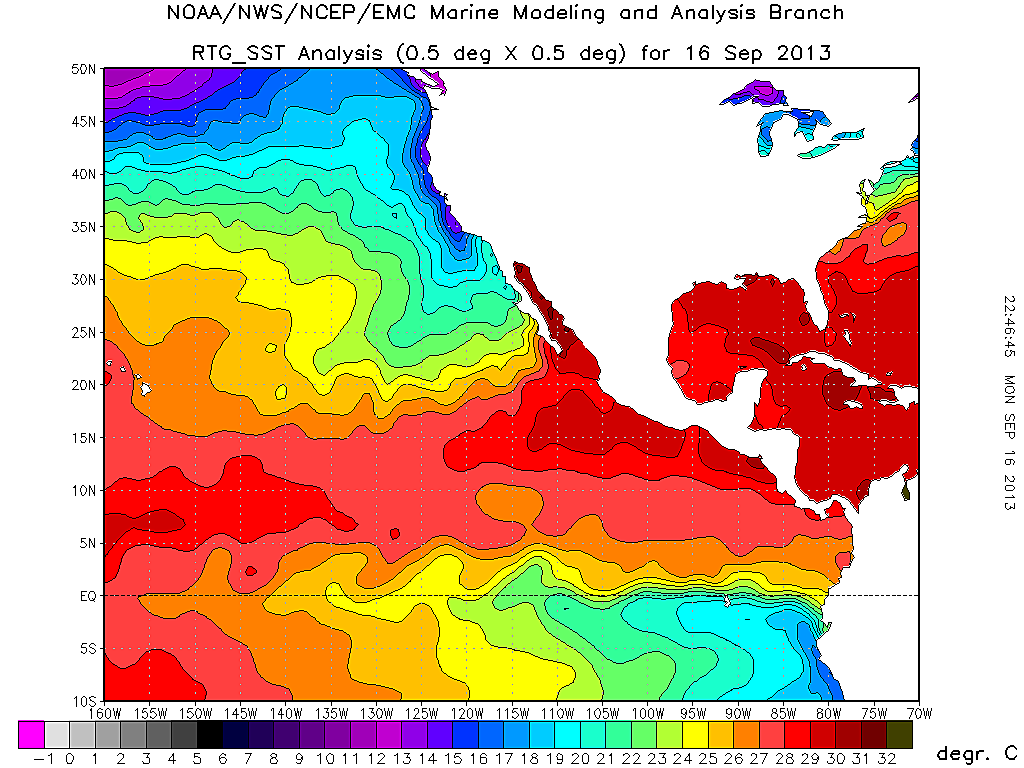
Temperatura superficial del océano Pacífico en las costas occidentales de América Central y del Norte, donde se puede ver el efecto de la surgencia de aguas frías en la costa de California (Corriente de California) con la falta de nubes de la imagen satelital también incluida aquí)

En el Pacífico Norte, el continente americano bloquea completamente el transporte de deriva de los vientos del oeste, conocido como corriente del Pacífico Norte, una porción de la cual gira hacia el norte para alimentar la corriente de Alaska y el resto se dirige hacia el sur como corriente de California (CC). El límite exterior de la CC está representado por la frontera entre la masa de agua subártica y la masa de agua subtropical. Esta corriente es somera (0-100 m) y tiene un flujo promedio superficial de 25 cm s-1 y fluye sobre una franja paralela a la costa de unos 200-400 km de ancho. Durante toda la época de surgencias, fluye, cerca de la costa a profundidades bajo los 200 m, una corriente subsuperficial que contiene considerables cantidades de agua ecuatorial.

## Variación estacional
La CC exhibe una variación estacional con flujos persistentes. En invierno la temperatura superficial es cercana a los 13 °C y la columna es homogénea ya que la diferencia entre el fondo a 60 m y la superficie es de 2,3 °C. En verano la temperatura superficial es aproximada a los 20 °C y los perfiles de temperatura muestran tres capas.
La estructura de la densidad es casi paralela a la de la temperatura, con las isopicnas ascendiendo hacia la costa, siendo la temperatura el factor predominante en las fluctuaciones de densidad. Lejos de la costa la variación estacional del contenido de oxígeno disuelto en la superficie generalmente ocurre en respuesta al cambio estacional en temperatura; valores bajos en temperatura se correlacionan con valores altos en oxígeno disuelto. Durante todo el año los valores de oxígeno disuelto son más bajos cerca de la costa. Los valores bajos en la superficie se asocian a surgencias y los que ocurren a niveles sub-superficiales se relacionan con la intrusión de las aguas de la contracorriente subsuperficial.

## Importancia
Las corrientes superficiales, además de repercutir en el éxito o fracaso en el asentamiento y reclutamiento de larvas de organismos, también son capaces de transportar materiales en suspensión como contaminantes tóxicos tanto para el hombre como para organismos marinos. En particular, la costa del municipio de Tijuana presenta problemas ambientales asociados a descargas urbanas que llegan al océano desde efluentes en South Bay y Point Loma en California, y aportes de la ciudad de Tijuana a través de su planta de tratamiento en San Antonio de los Buenos, así como por el río Tijuana.